# Freda Thompson

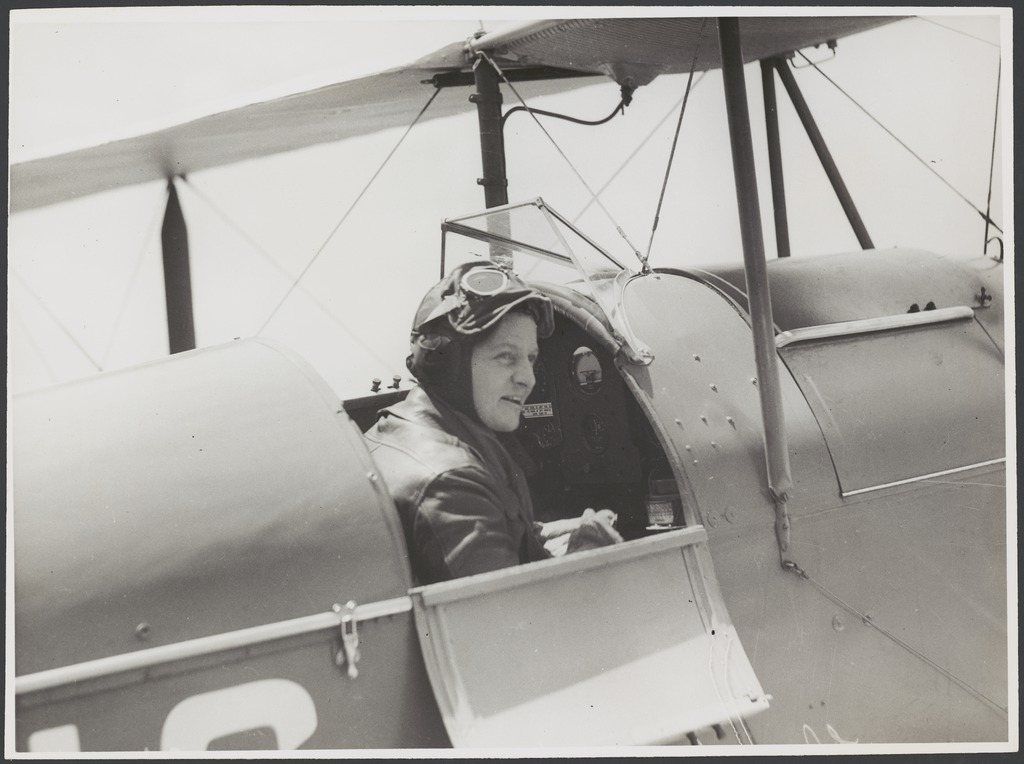
Freda Thompson im Cockpit einer De Havilland DH.60 Moth (um 1935)

Freda Mary Thompson OBE (* 5. April 1906, South Yarra, ein Stadtteil von Melbourne, South Australia; † 11. Dezember 1980, Malvern, ein Stadtteil von Melbourne) war die erste australische Pilotin, die einen Alleinflug von Großbritannien nach Australien erfolgreich abschloss. 1934 war sie die erste Fluglehrerin im British Empire mit Lizenz.

## Privates Leben
Sie war die ältere Tochter von Frederick Thompson, ein erfolgreicher Bankier in Melbourne, und seiner Ehefrau Martha.
Zur Schule ging Freda Thompson ins Toorak College in Melbourne. Sie legte in ihrer Schulzeit im erfolgreich Prüfungen im Pianofortespiel und im Eislauf ab. Sie war ein frühes Mitglied der Girl Guide Movement an ihrer Schule. Sie betrieb erfolgreich Golf-, Tennis-, Reit- und Schwimmsport.
Später war sie in mehreren Sport-, Gesundheits, Flug- und Autosportorganisationen aktiv. Sie reiste häufig durch Australien und hielt sich auch in Übersee auf.

## Berufsleben als Pilotin
Am 28. Mai 1930 unternahm Freda Thompson ihren ersten Flug. Im gleichen Jahr erwarb sie die Lizenz für Privatpiloten. 1932 bestand sie die Prüfung zum Berufspiloten. Sie war die fünfte Berufspilotin Australiens. 1933 legte sie ihre Prüfung zur Fluglehrerin erfolgreich ab und wurde damit die erste Pilotenlehrerin im gesamten British Empire. Sie beherrschte die Techniken des Blind-, Nacht- und Kunstflugs sowie für Stunts und sie nahm erfolgreich an Flugwettbewerben teil. Sie gewann im Jahr 1932 47 Flugtrophäen.
Im April 1934 reiste Freda Thompson nach Großbritannien, wo sie einen einmotorigen Doppeldecker vom Typ De Havilland Moth Major für £ 1000 erwarb, den sie mit Zusatztanks für ihren Flug nach Australien ausrüsten ließ. Thompson hatte damals über 250 Stunden Flugerfahrung. Am 28. September 1934 flog sie vom Flughafen Lympne in der Grafschaft Kent nach Marseille in Frankreich ab. Ihr Weiterflug führte sie über Rom und Brindisi in Italien bis nach Griechenland. Ihr Flugzeug schlug bei einer Landung bei Megara in Griechenland hart auf und musste repariert werden. Sie wartete 20 Tage auf Ersatzteile. Am 21. Oktober flog sie über Nikosia nach Damaskus. Von dort erreichte sie Bagdad und flog über mehrere Station bis nach Karatschi in Pakistan weiter. Am 30. Oktober kam sie in Kalkutta in Indien an und flog anschließend nach Rangoon über Indonesien und die Timor See weiter. Sie erreichte am 6. November 1934 Darwin in Australien. Dabei stellte sie auf ihrer letzten Flugstrecke von Kupang bis Darwin einen neuen Rekord für einmotorige Flugzeuge mit 5 ½ Stunden Flugzeit auf. Die Pilotin benötigte für die gesamte Flugstrecke 39 Tage, davon musste sie 20 Tage in Griechenland warten. Seinerzeit lag der Flugrekord für diese Flugstrecke bei 19 Tagen.
In den Jahren 1940 bis 1942 war sie Kommandantin des Women’s Air Training Corps in Victoria, dem Vorläufer der Women’s Auxiliary Australian Air Force (WAAAF). Nach einer erfolglosen Bewerbung bei der WAAAF diente sie im Australian Women’s Army Service. Nach dem Ende des Zweiten Weltkriegs arbeitete sie als Berufspilotin. Freda Thompson wurde 1948 zur Präsidentin des Royal Victorian Aero Club gewählt, eine der ältesten Flugorganisationen der Welt.
Am 4. Mai 1980 unternahm sie als Copilot in ihren letzten Flug. Damit praktizierte sie 50 Jahre lang als Pilotin und hatte insgesamt 3330 Flugstunden abgelegt.

## Ehrungen
1937 wurde ihr die King George VI Coronation Medal und 1953 die Queen Elisabeth II Coronation Medal verliehen. Im Jahr 1957 wurden ihre Leistungen mit der Herausgabe einer Briefmarke durch die Australian Post geehrt. 1973 wurde erstmals zu ihrer Ehre das Freda Thompson Aerial Derby, ein Flugsportveranstaltung für Pilotinnen, an der Port Phillip Bay veranstaltet.

## Leistungen
- 1933: erste lizenzierte Fluglehrerin im British Empire
- 1934: erste Frau, die allein von Großbritannien nach Australien flog
- 1934: Rekordflug für einmotorige Flugzeuge auf der Strecke von Kupang nach Darwin